# Vale da Vinha
Vale da Vinha é uma aldeia da freguesia de São Pedro de Alva, concelho de Penacova, distrito de Coimbra.

Nesta aldeia nasceu António José de Almeida,  político republicano português e sexto presidente da república portuguesa cargo que exerceu de 5 de Outubro de 1919 a 5 de Outubro de 1923. Foi o único presidente da Primeira República Portuguesa a cumprir integralmente e sem interrupções o seu mandato de 4 anos, tendo com ele Portugal retornado a uma presidência civil.

## Património
- Fonte
- Capela de Santo Amaro
- Casa de António José de Almeida
- Coreto
- Associação
- Escola Primária